# Mjällby
Mjällby is een plaats in de gemeente Sölvesborg in het landschap Blekinge en de provincie Blekinge län in Zweden. De plaats heeft 1272 inwoners (2005) en een oppervlakte van 167 hectare.
De plaatselijke voetbalclub Mjällby AIF, komt uit in de hoogste Zweedse voetbalklasse.

## Verkeer en vervoer

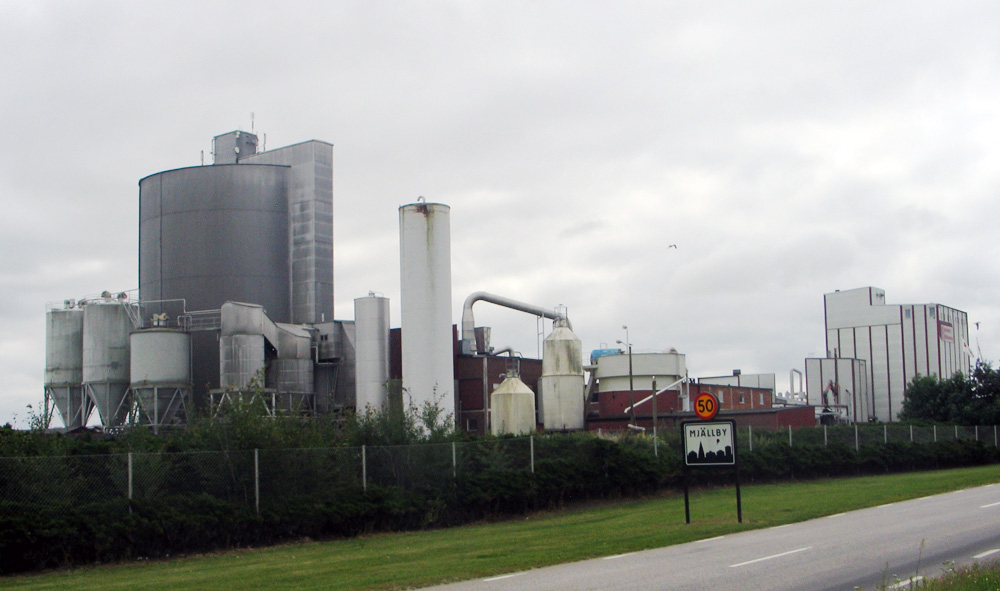
De Lyckebystärkelsens fabriek aan de Lörbyvägen in Mjällby

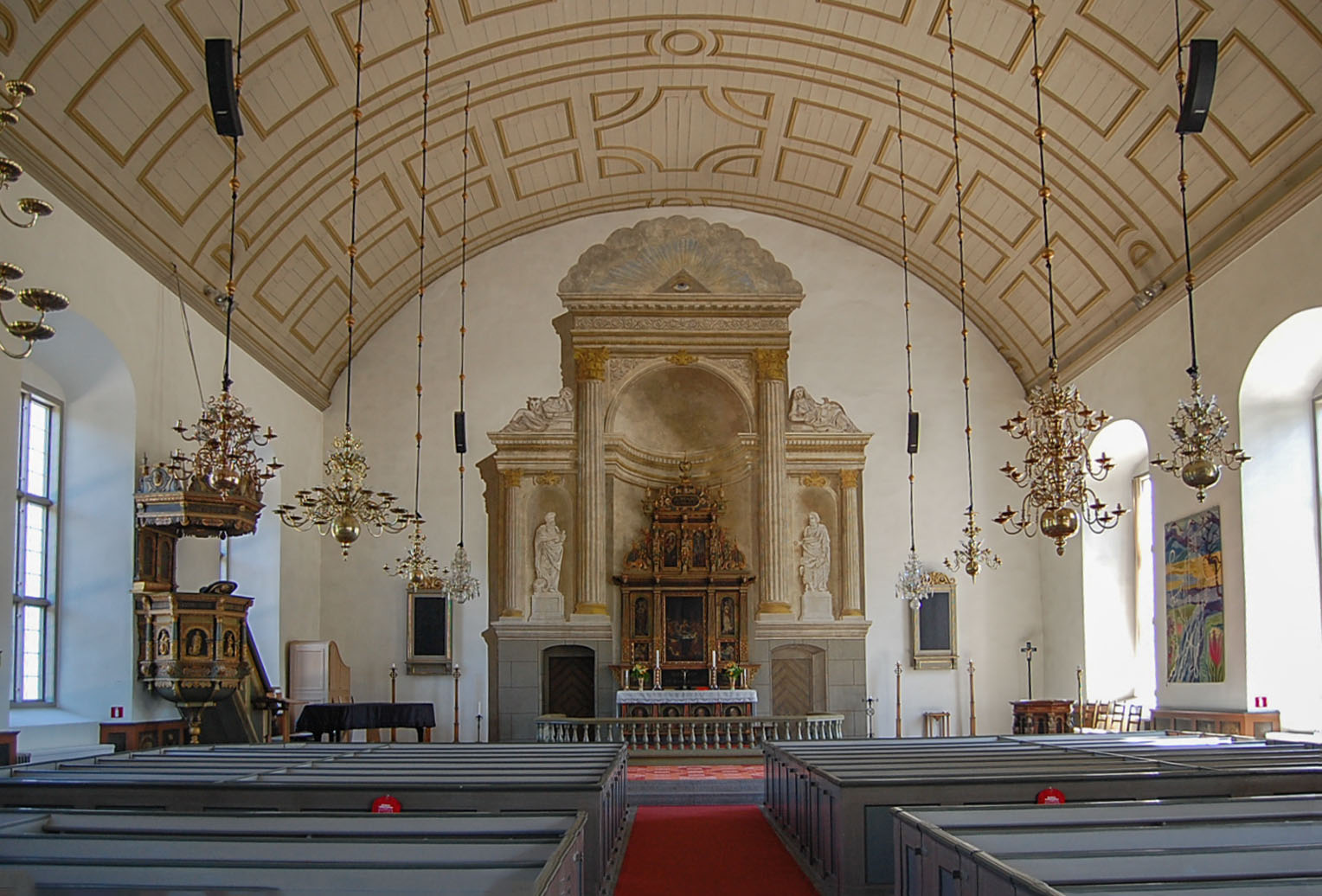
Binnenzijde kerk

Bij de plaats loopt de Länsväg 123.

## Geboren
- Lars Hörmander (1931-2012), wiskundige